# 測深學

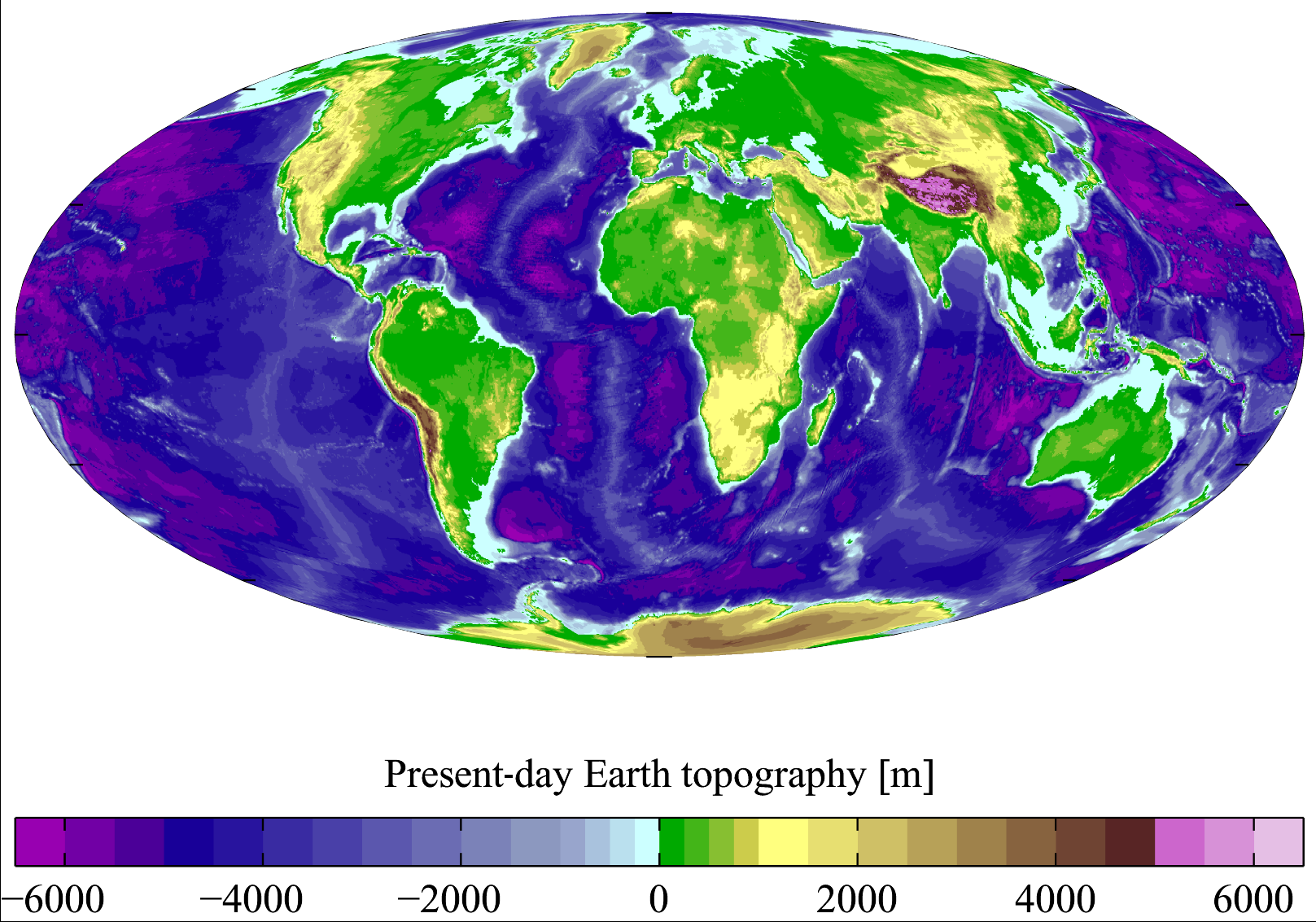
今日地球水深和地勢。繪製本圖的資料來自美國國家地球物理資料中心的 TerrainBase Digital Terrain Model。

測深學（英語：Bathymetry，bathus，metron，「測量」）是研究水面下海床或湖床深度的學科，測深學相當於海面上的測高學或测绘学。水深或水文圖的製作目的通常是為了水面和水下的航行安全，並且會以等值線（即等深線）和探測得知的特定深度值表示海床地勢；而且同時還提供海面的航海資訊。不以航行安全為考量製作的水深圖可能同時使用数字地面模型和人工照明技術來表示深度。古測深學（Paleobathymetry）則是測量古代海洋深度的學科。

## 測深技術

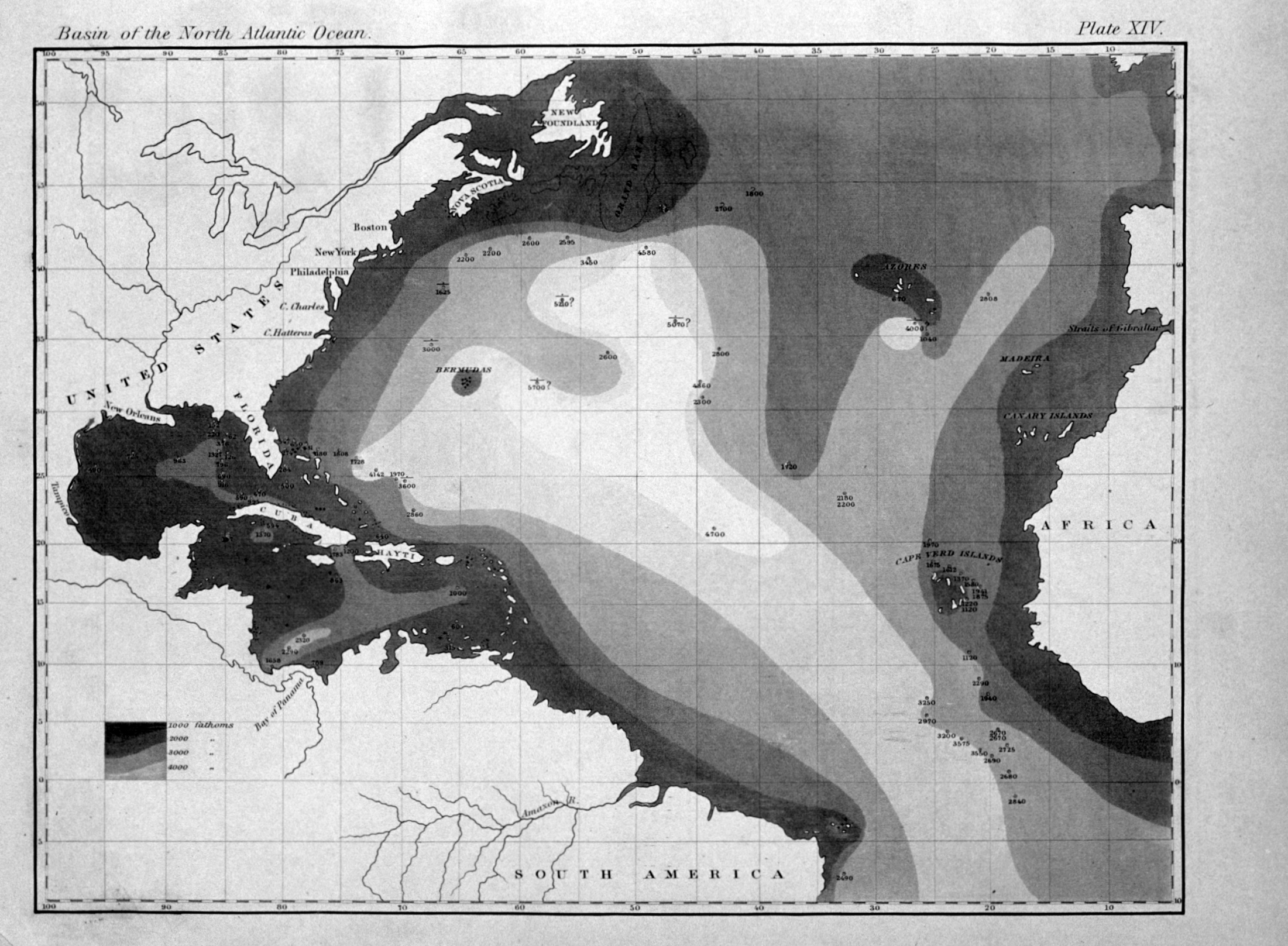
使用美國海軍海豚號 (1836年)探測資料繪製的世界第一幅海洋水深圖。

測深學即為對海洋深度進行測深。早期的測深技術是使用預先量好長度的重繩索或纜線從船的一側向下放入海中。這個方式同一時間內只能測量特定一個點的深度，因此效率不高。並且因為會受到船的移動和海流影響而準確度不高。
今日繪製水深圖的資料通常來自於迴聲探測儀器，即裝設在水下或水上，船一側的聲納。聲納釋放探測聲束向下到達海底或以遙測光学雷达進行探測。聲或光波在水中行進、碰到海床後反彈並返回聲或光波源的總時間就可得知海床深度。光學雷達探測也常使用飛機進行。

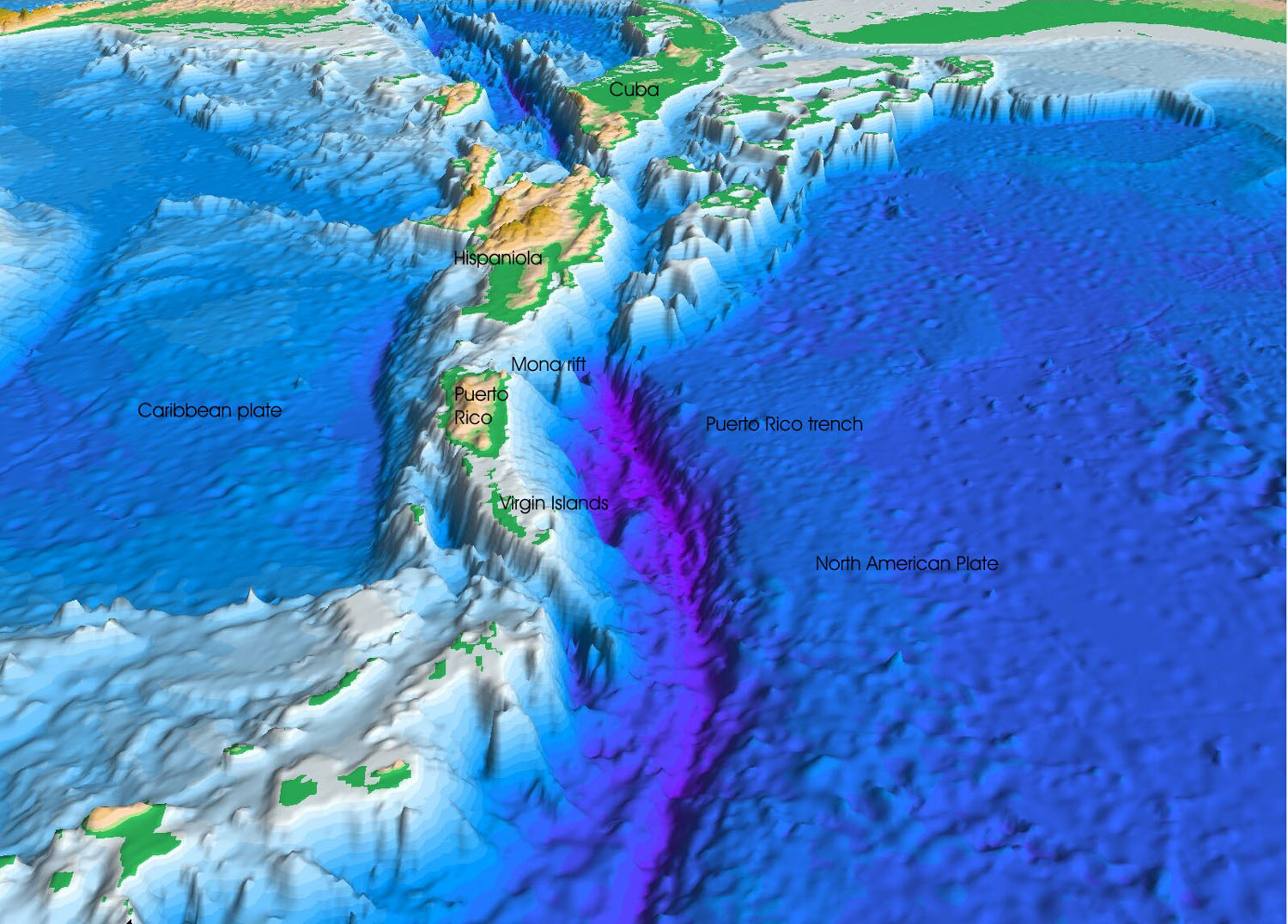
波多黎各海沟附近的海床地形圖。

1930年代早期開始，單聲束測深儀被用於進行水深探測。今日則通常使用多聲束回音測深儀（MBES），該儀器使用極窄的數百個相鄰聲束以扇狀排列，掃瞄寬度通常是90°到170°。由個別窄範圍聲束緊密排列的陣列可提供極高的角分辨度和精確度。一般來說，探測成果取決於深度的多聲束寬幅掃描讓探測船因為測繪所需航行次數較單聲束回音測聲儀少，可以耗費較少時間測會更大面積的海床地形。每秒聲束發射次數較多的探測儀（典型頻率為0.1到50 Hz，取決於深度）讓探測船可以高速對海床探測，並且讓航行路線上海床100%被探測到。姿態感應器在航形中可以修正船舶在海面的的翻滾、俯仰和偏擺，而電羅經則可以提供精確的航行訊息以修正船舶偏擺（大多數現代的多聲束回音測聲儀都使用模組化動態感應器和定位系統以量測以量測偏擺等動作和定位）。而船上搭載的全球定位系統或其他衛星定位系統可以將探測的位置定位在相對應的地球表面。水下聲速剖面圖（表示聲速在水下隨深度而改變的圖）則可以修正在溫度、傳導率、含鹽量和水壓等差異而非均質的水體造成的聲波折射或聲速彎曲。今日可以使用電腦系統處理所有資料，修正所有前述的誤差來源和個別聲束的發射角度。處理過後的資料可以人工、半自動或全自動繪製該區域海床地形圖。截至2014年已經有許多不同形式輸出的海床地形圖產生，其中包含為了滿足特定需求（例如標示探測點或區域中最淺點的海床地形圖）或疊合數值地形模型（以規則或不規則網格連接到表面）的圖幅。在歷史上標示探測點的圖較常在水文地理學上使用，而數值地形模型圖較常用於工程探測、地質、流量建模等。近年數值地形模型圖也逐漸被接受應用於水文地理學方面。
衛星遙測也可以應用於測深學。衛星雷達測繪可以偵測到海底山脈、山脊和其他質量集中區域造成的變化以繪製海床地形圖。平均而言海平面高於海底山脈，而山脊則高於海底平原和海溝。
在美國，以通航為目的的內河航道測深大多由美国陆军工程兵团執行；而海上航道的測深則是美国国家海洋和大气管理局負責。沿岸的測深資料可在美国国家海洋和大气管理局的美國國家地球物理資料中心（NGDC）資料庫取得。測深資料的海平面通常是以潮汐基準面為標準。而深水區域的測深則一般以平均海平面（Mean Sea Level，MSL）為基準；不過在美國海岸海圖繪製是以平均較低低潮（Mean Lower Low Water，MLLW），其他國家是以最低天文潮（Lowest Astronomical Tide，LAT）為基準。許多國家在實務上依據當地環境和潮汐狀態使用其他的基準面。
與測深學相關的職業包含研究海床的地形、岩石與礦物，以及水下的地震和火山。測深資料的取得與分析是現代水文地理學的核心部分，並且是全球海上貨物運輸安全的關鍵。

## 外部連結
- Overview for underwater terrain, data formats, etc. （页面存档备份，存于） (vterrain.org)
- High resolution bathymetry for the Great Barrier Reef and Coral Sea （页面存档备份，存于）
- A.PO.MA.B.-Academy of Positioning Marine and Bathymetry
- National Geophysical Data Center (NGDC) （页面存档备份，存于）